# For Your Entertainment (singel)
"For Your Entertainment" – pierwszy singiel z debiutanckiego albumu Adama Lamberta For Your Entertainment (2009).

## Teledysk
24 listopada 2009 roku na oficjalnej stronie internetowej Lamberta miał premierę teledysk do singla, który został wyreżyserowany przez Ray Kaya. Teledysk został nakręcony w ciągu jednego dnia - 15 listopada w kamienicy w centrum Los Angeles, która dawniej była hotelem.

## Lista utworów
Digital download
1. "For Your Entertainment" – 3:35

Remixes - (Remixes Album)
- "For Your Entertainment" (Bimbo Jones Vocal Mix) - 6:29
- "For Your Entertainment" (Brad Walsh Remix) - 4:56

## Listy przebojów
28 listopada 2009 singel zadebiutował na 84. miejscu zestawienia Billboard Hot 100. W tym samym tygodniu utwór pojawił się jako nowość na 33. miejscu Canadian Hot 100. Do tej pory singel największy sukces osiągnął w Kanadzie i Nowej Zelandii, gdzie zdobył status Złota i platyny. Do tej pory zanotowano ponad 220 000 legalnych pobrań utworu.
2 maja 2010 "For Your Entertainment" weszło do notowania UK Singles Chart plasując się na 39. miejscu. W drugim tygodniu na liście utwór pozostał na tym samym miejscu, w trzecim tygodniu awansował na miejsce 37.
| Lista (2009)                        | Najwyższa pozycja |
| ----------------------------------- | ----------------- |
| Canadian Hot 100                    | 23                |
| New Zealand Singles Chart           | 10                |
| U.S. Billboard Hot 100              | 61                |
| Lista (2010)                        | Najwyższa pozycja |
| Finnish Singles Chart               | 5                 |
| Japan Hot 100                       | 1                 |
| UK Singles Chart                    | 37                |
| U.S. Billboard Hot Dance Club Songs | 5                 |

## Historia wydania
| Kraj                       | Data                 | Wersja             |
| -------------------------- | -------------------- | ------------------ |
| Stany Zjednoczone i Kanada | 20 października 2009 | Oficjalne wydanie  |
| Stany Zjednoczone i Kanada | 3 listopada 2009     | Komercyjne wydanie |
| Wielka Brytania            | 3 maja 2010          |                    |